# Марђинени (Њамц)
Марђинени (рум. Mărgineni) насеље је у Румунији у округу Њамц у општини Марђинени. Oпштина се налази на надморској висини од 431 m.

## Становништво
Према подацима из 2002. године у насељу је живело 4044 становника, од којих су сви румунске националности.

### Хронологија
| Година       | 1992 | 1993 | 1994 | 1995 | 1996 | 1997 | 1998 | 1999 | 2000 | 2001 | 2002 | 2003 | 2004 | 2005 | 2006 | 2007 | 2008 | 2009 | 2010 | 2011 | 2012 | 2013 | 2014 | 2015 | 2016 | 2017 |
| ------------ | ---- | ---- | ---- | ---- | ---- | ---- | ---- | ---- | ---- | ---- | ---- | ---- | ---- | ---- | ---- | ---- | ---- | ---- | ---- | ---- | ---- | ---- | ---- | ---- | ---- | ---- |
| Становништво | 4539 | 4446 | 4419 | 4380 | 4361 | 4352 | 4328 | 4325 | 4330 | 4342 | 4298 | 4273 | 4238 | 4182 | 4183 | 4166 | 4129 | 4103 | 4081 | 4056 | 4019 | 3977 | 3947 | 3916 | 3852 | 3801 |